# Pierre Desenne
Pierre Desenne o De Senne (... – XVII secolo) è stato un matematico francese.

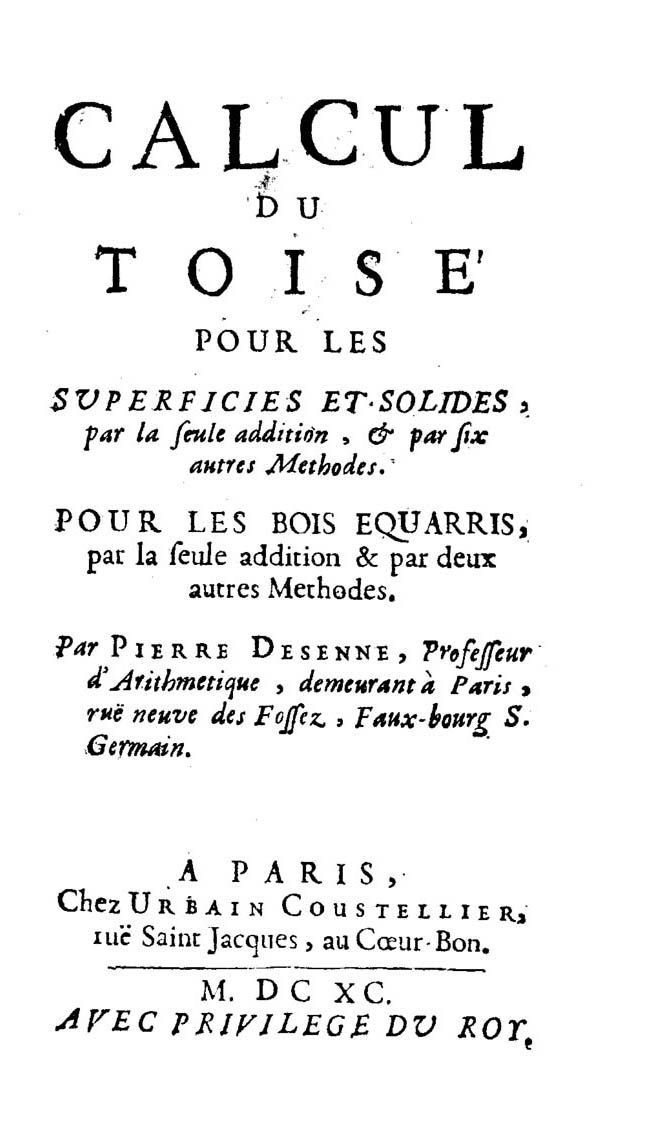
Calcul du toisé pour les superficies et solides, 1690

Fu professore di aritmetica. Si occupò di geometria solida, pubblicando nel 1690 a Parigi Calcul du toisé pour les superficies et solides ("Calcolo della misurazione per le superfici solide"), che ebbe più edizioni, come quella del 1699.

## Opere
- (FR) Pierre Desenne, Calcul du toisé pour les superficies et solides, par la seule addition, et par six autres methodes, pour les bois equarris, par la seule addition et par deux autres methodes[collegamento interrotto], A Paris, Urbain Coustellier, 1690.
- (FR) Pierre Desenne, Calcul fait de Tout Toise, 1699.